# Asplundia
Asplundia é um género botânico pertencente à família Cyclanthaceae.